# Христианство в Гвинее-Бисау
Христианство в Гвинее-Бисау — одна из религий, представленных в стране.
По данным исследовательского центра Пью в 2010 году в Гвинее-Бисау проживало 300 тыс. христиан, которые составляли 20,1 % населения этой страны. Энциклопедия «Религии мира» Дж. Г. Мелтона оценивает долю христиан в 2010 году в 10,9 % (202 тыс. верующих).
Крупнейшим направлением христианства в стране является католицизм. В 2000 году в действовало 167 христианских церквей и мест богослужения, принадлежащих 14 разным христианским деноминациям.
Христианство исповедуют большинство живущих в стране креолов из Кабо-Верде, французов и португальцев. Значительную долю христиане составляют также среди папел, манканья, баланте и бидього.